# T.V. Eye (chanson)
Pistes de Fun House
Loose Dirt
T.V. Eye  est une chanson écrite et interprétée en 1970 par le groupe de rock américain The Stooges, sortie sur l'album Fun House.

## Description
T.V. Eye est la 3e piste sur l'album Fun House, sorti le 18 août 1970. « Musicalement, c'est l'une des chansons les plus féroces et entraînantes de l'album ». Le morceau s'ouvre sur la voix d'Iggy Pop et la guitare de Ron Asheton seuls, avant l'entrée en scène de la section rythmique. Iggy agresse le micro comme Ron la distorsion de son instrument. La chanson empreinte au blues sa structure basée sur le riff, l'utilisation de la note bleue comme intervalle neutre, et le dialogue « appel et réponse » entre la voix et les instruments. Iggy Pop affirme qu'il écoutait beaucoup la légende du blues Howlin' Wolf à l'époque où les Stooges enregistraient T.V. Eye. 
Iggy incarne une étrange luxure dans les paroles, dépouillées au strict minimum. Il est la fois homme objet en cage et sujet du regard d'un « chat » (une femme), le désir se réduisant à la simple conscience d'être observé. Contrairement à la plupart des chansons de rock où, généralement, seul la femme est objectivée, il y a ici une concupiscence mutuelle. L'expression « T.V. Eye » aurait été inventé par Kathy, l'ex-femme d'Iggy, pour lui signaler qu'un homme les regardaient.
Par la suite, T.V. Eye devient un incontournable du répertoire d'Iggy Pop, figurant notamment sur l'album TV Eye Live 1977, où il est accompagné de David Bowie. Il interprète également la chanson avec Metallica lors d'un concert à Mexico en 2017.

## Interprètes
- Iggy Pop : chant
- Dave Alexander : basse
- Ron Asheton : guitare électrique
- Scott Asheton : batterie

## Autres versions
Le saxophoniste John Zorn reprend T.V. Eye en 1990 pour l'album Rubáiyát: Elektra's 40th Anniversary. La chanson est également reprise en 1998 pour le film sur le glam rock Velvet Goldmine, par un supergroupe baptisé Curt Wild's Wylde Ratttz comprenant le guitariste original des Stooges Ron Asheton, Don Fleming, guitariste de Gumball, Mark Arm, guitariste de Mudhoney, Thurston Moore et Steve Shelley, respectivement guitariste et batteur de Sonic Youth, Mike Watt, bassiste des Minutemen, et l'acteur Ewan McGregor au chant.
Parmi les autres artistes ayant enregistré la chanson, on compte notamment : 
- 1977 : le groupe de punk rock australien Radio Birdman, sur l'album Radio Appers
- 1981 : Play Dead, sur leur second single
- 1995 : The 69 Eyes, sur l'EP Velvet Touch
- 2004 : Deniz Tek (Radio Birdman), en duo avec Scott Morgan (Sonic's Rendezvous Band), sur l'album Three Assassins
- 2010 : The Destructors, sur l'album Dead Beat to White Heat

Spacemen 3 adapte T.V. Eye en 1986 dans la quasi-reprise O.D. Catastrophe, sur leur premier album Sound of Confusion.
Le riff principal de Sleep Now in the Fire de Rage Against the Machine, paru sur l'album The Battle of Los Angeles en 2000, est inspiré par le riff de T.V. Eye.
Dans sa chanson The Monkey, paru en en 1994 sur l'album Casa Babylon, la Mano Negra utilise un sample de la voix d'Iggy Pop extrait de T.V. Eye. 
T.V. Eye a été aussi repris en concert par Guns N' Roses, chanté par Duff McKagan, le bassiste du groupe.